# Episodi di Pacific Rim - La zona oscura (seconda stagione)
La seconda e ultima stagione della serie animata anime Pacific Rim - La zona oscura, composta da 7 episodi, è stata interamente pubblicata sul servizio di streaming on demand Netflix il 19 aprile 2022 in tutti i paesi in cui io servizio è disponibile.
| nº (assoluto) | nº (stagione) | Titolo originale     | Titolo italiano     | Pubblicazione  |
| ------------- | ------------- | -------------------- | ------------------- | -------------- |
| 08            | 01            | bOy                  | Boy                 | 19 aprile 2022 |
| 09            | 02            | The Never Never      | Never Never         | 19 aprile 2022 |
| 10            | 03            | Divide               | La spaccatura       | 19 aprile 2022 |
| 11            | 04            | Sisters of the Kaiju | Sorelle dei Kaiju   | 19 aprile 2022 |
| 12            | 05            | Mind, Body, Soul     | Mente, corpo, anima | 19 aprile 2022 |
| 13            | 06            | The Twilight Run     | The Twilight Run    | 19 aprile 2022 |
| 14            | 07            | Final Approach       | Approccio finale    | 19 aprile 2022 |

## Boy
- Titolo originale: bOy
- Diretto da: Susumu Sugai
- Scritto da: Greg Johnson, Craig Kyle

### Trama
Hayley, Taylor e Mei sono sconvolti dal fatto che Boy è un Kaiju. Sebbene ritorni alla forma umana, Mei se ne va mentre i fratelli discutono di tenere Boy in giro, solo per inseguirlo quando scappa. Boy viene attirato in una trappola dalle Sorelle, una misteriosa setta degli ibridi umani-Kaiju, che gli attaccano una zecca Kaiju. Hayley e Taylor riportano Boy da Mei sperando in una soluzione. Uccide la zecca ma non può aiutare con il suo veleno, anche se li indica a un fanatico di Kaiju che potrebbe sapere come trattarlo. Taylor convince Mei a sostituire una frenetica Hayley come suo copilota, e il gruppo si reca a casa del fanatico solo per scoprire che è una valle invasa da Kaiju.

## Never Never
- Titolo originale: The Never Never
- Diretto da: Masayuki Uemoto
- Scritto da: Paul Giacoppo

### Trama
Atlas Destroyer raggiunge Never-Never Valley, che è piena di troppi Kaiju per passare di nascosto o combattere. Taylor e Mei si rifiutano di entrare, ma Hayley insiste per andare avanti. La discussione viene interrotta quando un Acidquill li fa cadere nella valle. Lo uccidono e vengono salvati dall'altro Kaiju dal fanatico, che guadagna tempo per nascondere Atlas. Il sussurratore Kaiju con un braccio solo, che si fa chiamare Bunyipman, studia Boy e si offre di provare un antiveleno che ha progettato per contrastare il veleno della zecca. Le Sorelle dei Kaiju entrano nella valle e uccidono gli Squartatori catturati come cibo per gli abitanti della valle, agitandoli. Bunyipman viene mangiato da un Kaiju di categoria I insieme alla dose di antiveleno. Senza nulla che trattenga il Kaiju, il gruppo sale a bordo di Atlas e scappa per un pelo dalla valle, solo per scoprire che la loro uscita era anche l'ingresso al dominio delle malvagie Sorelle.

## La spaccatura
- Titolo originale: Divide
- Diretto da: Susumu Sugai
- Scritto da: Nicole Dubuc

### Trama
Le Sorelle dei Kaiju mettono all'angolo Atlas Destroyer e chiedono che il Kaiju Boy venga loro consegnato, portando a una discussione tra i fratelli Travis e Mei. Mei vuole tenere Boy perché è la loro unica leva sulle Sorelle mentre Hayley è determinata a proteggerlo e Taylor vuole consegnarlo. Mentre lavora da solo su Atlas Destroyer, Taylor consegna segretamente Boy per proteggere sua sorella, anche se mostra rimorso per le sue azioni. La mattina successiva, le Sorelle inviano cinque ibridi Kaiju per distruggere lo Jaeger. Taylor e Mei riescono a eliminarne due mentre Shane e Spyder vengono inaspettatamente in loro soccorso, mettendo fuori combattimento le sorelle che controllano gli ibridi, facendo indietreggiare i restanti tre ibridi. Shane e Spyder si avvicinano quindi al gruppo con una sorella che hanno catturato e che si rivela di essere Brina Travis, la madre di Hayley e Taylor.

## Sorelle dei Kaiju
- Titolo originale: Sisters of the Kaiju
- Diretto da: Masayuki Uemoto
- Scritto da: Nicole Dubuc

### Trama
In cambio della consegna di Atlas Destroyer, Shane si offre di Drift con Brina nel tentativo di liberare la sua mente; i Travis sono d'accordo con riluttanza, ma discutono su cosa fare riguardo alla decisione di Boy e Taylor di scambiare Boy per la loro madre. Shane viene inseguito nella mente di Brina dalle Sorelle che cancellano tutto ciò che lo circonda, minacciando la vita sia di Shane che di Brina. Usando le informazioni personali che aveva appreso da Drifting con Taylor, Shane riesce a guadagnare la fiducia di Brina e alla fine si sacrifica per farla uscire. Mei è devastata dalla morte di Shane mentre Spyder si rende conto che Shane sapeva che non sarebbe tornato e lo aveva fatto per riscattarsi con Mei. Spyder fornisce a Mei una chiave dei dati che Shane aveva dato a Spyder prima di morire. La chiave dei dati contiene i veri ricordi di Mei che Shane aveva conservato dopo averli rimossi, restituendo così a Mei ciò che le aveva rubato. Hayley e Taylor si sono finalmente riuniti con la loro madre, ma lei non sa cosa sia successo al padre dopo che Brina si è sacrificata per impedire a Ford di essere catturato dalle malvagie Sorelle.

## Mente, corpo, anima
- Titolo originale: Mind, Body, Soul
- Diretto da: Susumu Sugai
- Scritto da: Greg Johnson

### Trama
Brina lotta contro il controllo dell'Alta Sacerdotessa delle Sorelle dei Kaiju mentre i suoi figli discutono sul salvataggio di Boy. Brina rivela che le Sorelle hanno in programma di usare una trasfusione del sangue dei Kaiju per cancellare i ricordi di Boy e trasformarlo nel loro messia. Mei e Spyder seppelliscono Shane: quest'ultimo si offre di portare Mei con sé, ma lei sceglie di restare con i Travis. Hayley è ancora determinata a salvare Boy, quindi convince sua madre ad aiutarli ad infiltrarsi nella base delle Sorelle. Brina entra, ma viene rilevata dall'Alta Sacerdotessa, che la volge contro gli altri. Mentre Mei afferra Boy, Hayley riesce a risvegliare sua madre, che poco prima aveva pugnalato Taylor. Il gruppo scappa, ma Brina viene gravemente ferita e rallenta le Sorelle. Tornano su Atlas, ma non sono sicuri se Boy sia ancora dalla loro parte.

## The Twilight Run
- Titolo originale: The Twilight Run
- Diretto da: Masayuki Uemoto
- Scritto da: Greg Johnson

### Trama
Il gruppo arriva alla base di Sydney e la famiglia Travis si riunisce di nuovo, ma questa si rivela essere un'illusione creata da Hayley e Loa per aiutare Brina, ma purtroppo la madre è ferita gravemente e muore pacificamente sotto gli occhi disperati dei suoi amati figli. Per aiutare un Taylor completamente in lutto, Loa rivela il destino del suo vecchio equipaggio e il suo senso di colpa per non essere riuscita a salvarli. Dopo aver seppellito Brina, il gruppo riprende il viaggio verso Sydney, ma le Sorelle lo raggiungono e stregano Boy, costringendolo ad attaccare Atlas. Taylor e Mei cercano di difendersi, ma la dolcissima Hayley interferisce coraggiosamente, lasciandoli vulnerabili. Apex, che aveva percepito l'angoscia di Boy, arriva e tenta di ripristinare i suoi ricordi, ma le Sorelle lo respingono e fanno arrabbiare Boy con il mech. Apex è gravemente danneggiato, ma Atlas si riprende e fornisce all'ibrido morente abbastanza tempo per finire di ripristinare i ricordi del suo giovane amico. Il caro Boy piange per Apex prima di partire con Atlas per Sydney, che sperano di raggiungere prima che le Sorelle inseguitrici li raggiungano.

## Approccio finale
- Titolo originale: Final Approach
- Diretto da: Susumu Sugai
- Scritto da: Greg Johnson

### Trama
Inseguiti dalle Sorelle e Breacher, un Kaiju di categoria VI, Hayley, Taylor, Boy e Mei con il loro robotico Atlas Destroyer fanno un'ultima corsa verso la base di Sydney. Rilevando il loro avvicinamento, le sentinelle del PPDC distruggono le malvagie Sorelle e la maggior parte delle loro forze con uno sbarramento di missili mentre Boy protegge lo Jaeger da un missile; dopo che Marshall Rask ha identificato i fratelli come i figli dei Rangers, interrompe lo sbarramento. La malvagia Alta Sacerdotessa rapisce Boy, ma lui la uccide brutalmente quando continua a mandare Breacher contro ai suoi amici. Sconfitta, Loa espella Hayley e Taylor e si sacrifica usando l'autodistruzione del robotico Atlas Destroyer per cancellare Breacher. Il PPDC salva il gruppo e Hayley e Taylor si riuniscono finalmente con il padre, Ford Travis, che accoglie Boy e Mei nella famiglia. Mentre piangono tristemente per la morte di Brina, Rask spiega che il PPDC aveva trovato Boy che vagava per il deserto da solo e avevano appreso cosa fosse veramente poco prima della caduta di Meridian. La dolce Hayley rassicura Rask sul fatto che il caro Boy non è più una pericolosa arma dei Kaiju e la famiglia commemora i sacrifici di coloro che li hanno portati finalmente a casa.